# Swervedriver
Swervedriver est un groupe de rock indépendant britannique, originaire d'Oxford, en Angleterre. Il est formé en 1989, et compte un total de quatre albums durant les années 1990. En mars 2015, le groupe signe son retour avec l’album I Wasn't Born to Lose You.

## Biographie

### Première période (1989–1998)
Swervedriver se forme en 1989 à Oxford, à l'initiative d'Adam Franklin (chant et guitare) et Jimmy Hartridge (guitare), auparavant membres du groupe Shake Appeal (en). En 1991, le groupe publie un premier album intitulé Raise, sur les labels Creation au Royaume-Uni, A&M aux États-Unis. La formation effectue une tournée américaine avec les groupes Soundgarden et The Smashing Pumpkins.
Deux ans plus tard, après un changement de section rythmique, le groupe publie l'album Mezcal Head, produit par Alan Moulder. Ce dernier s'occupe également de l'album suivant, Ejector Seat Reservation, qui sort en 1995. Un quatrième album intitulé 99th Dream voit le jour en 1998 sur le label Zero Hour. Le groupe se sépare la même année. Franklin sort ensuite des disques sous son propre nom et avec les groupes Magnetic Morning et Toshack Highway,.
En 2005, le label Castle Music publie une double compilation retrospective intitulée Juggernaut Rides '89-'98. Leurs trois premiers albums sont remasterisés et réédités en 2009 par Sony-BMG. Le magazine Pitchfork qualifie alors l'album Mezcal Head de « classique oublié du mouvement shoegaze ».

### Retour (depuis 2015)
Le groupe reprend son activité en 2008 et publie le single Deep Wound en décembre 2013. En mars 2015, Swervedriver publie son cinquième album intitulé I Wasn't Born to Lose You,.

## Style et influences
Swervedriver est associé au mouvement shoegaze, notamment à ses compagnons du label Creation Ride, My Bloody Valentine et Slowdive. Les influences du groupe se situent cependant davantage du côté du rock américain, notamment celui des Stooges et des classiques du label SST, comme Hüsker Dü et Dinosaur Jr.,,,.

## Membres

### Membres actuels
- Adam Franklin – chant, guitare (1989–1998, depuis 2008)
- Jimmy Hartridge – guitare solo (1989–1998, depuis 2008)
- Steve George – basse (1993–1998, depuis 2008)
- Mikey Jones – batterie (depuis 2011)

### Anciens membres
- Adi Vines – basse (1989–1992)
- Graham Bonnar – batterie (1989–1992, 2010–2011)
- Dan Davis – batterie (1992)
- Danny Ingram – batterie (1992)
- Jez Hindmarsh – batterie (1993–1998, 2008–2010)

## Discographie

### Albums studio
- 1991 : Raise (Creation/A&M)
- 1993 : Mezcal Head (Creation/A&M)
- 1995 : Ejector Seat Reservation (Creation)
- 1998 : 99th Dream (Zero Hour)
- 2015 : I Wasn't Born to Lose You (Cherry Red)
- 2019 : Future Ruins (Rock Action Records)

### EP
- 1990 : Son of Mustang Ford (Creation/A&M)
- 1990 : Rave Down (Creation/A&M)
- 1991 : Sandblasted (Creation/A&M)
- 1991 : Reel to Real (A&M)
- 1992 : Never Lose That Feeling (Creation)
- 1998 : Space Travel, Rock 'n' Roll (Zero Hour)

### Compilation
- 2005 : Juggernaut Rides '89-'98 (Castle Music)

### Singles
- 1992 : Never Lose That Feeling (Creation)